# ولایت خودمختار هوانگنان تبتی
ولایت خودمختار هوانگنان تبتی (به انگلیسی: Huangnan Tibetan Autonomous Prefecture) یک ولایت خودمختار در چین است که در چینگهای واقع شده‌است.